# Körülfordulási szám
A körülfordulási szám, más néven index görbék topológiai invariánsa, ami a komplex analízisben is meghatározó.
Informálisan, a körülfordulási szám azt adja meg, hogy az adott görbe hányszor kerül meg egy adott pontot. A megkerülést előjelesen kell értelmezni, ahol az óramutató járásával ellentétes irány pozitív, az óramutató szerinti negatív.

## Definíció
Komplex számsíkba ágyazott zárt görbe esetén a körülfordulási szám értelmezhető a következőképpen: Legyen {\displaystyle \gamma } zárt görbe a {\displaystyle \mathbb {C} } síkban, és {\displaystyle z_{0}} komplex szám, ami nincs rajta a {\displaystyle \gamma } görbén! Ekkor {\displaystyle \gamma } {\displaystyle z_{0}} körüli körülfordulási száma 
{\displaystyle \operatorname {ind} _{\gamma }(z_{0})=n(\gamma ,z_{0}):={\frac {1}{2\pi \mathrm {i} }}\int _{\gamma }{\frac {\mathrm {d} \zeta }{\zeta -z_{0}}}\in \mathbb {Z} .}
A körülfordulási szám mindig egész, és értelmezhető topológiai eszközökkel is.
| Körülfordulási szám = 1 | Körülfordulási szám = -1 | Körülfordulási szám = 0 | Körülfordulási szám = 1 | Körülfordulási szám = 2 |
| ----------------------- | ------------------------ | ----------------------- | ----------------------- | ----------------------- |
| Körülfordulási szám = 1 | Körülfordulási szám = -1 | Körülfordulási szám = 0 | Körülfordulási szám = 1 | Körülfordulási szám = 2 |

## Kiszámítása

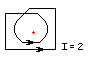

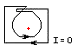

Nem mindig alkalmazható az intuitív kiszámítási mód, hogy a pozitív forgásirányú körüljárások számából levonjuk a negatív forgásirányú körüljárások számát.
A képlet levezetéséhez tekintsük az egységkört!
{\displaystyle \gamma \colon [0,2\pi ]\to \mathbb {C} ,t\mapsto e^{\mathrm {i} t}}
Jelölje {\displaystyle \mathbb {E} } a körvonal belsejét! Ekkor intuitívan {\displaystyle \operatorname {ind} _{\gamma }(z)=1} minden {\displaystyle z\in \mathbb {E} } és {\displaystyle \operatorname {ind} _{\gamma }(z)=0} minden {\displaystyle z\in \mathbb {C} \setminus {\bar {\mathbb {E} }}} komplex számra. Ez utóbbi a Cauchy-féle integráltétel és a definíció következménye. Most legyen
{\displaystyle f\colon \mathbb {E} \to \mathbb {C} ,z\mapsto \operatorname {ind} _{\gamma }(z).}
Teljesül, hogy
{\displaystyle \operatorname {ind} _{\gamma }(0)=f(0)={\frac {1}{2\pi \mathrm {i} }}\int _{\gamma }{\frac {\mathrm {d} \zeta }{\zeta }}={\frac {1}{2\pi \mathrm {i} }}\int \limits _{0}^{2\pi }{\frac {\mathrm {i} e^{\mathrm {i} t}}{e^{\mathrm {i} t}}}\mathrm {d} t=1.}
A deriválás és az integrálás felcserélésével
{\displaystyle f'(z)={\frac {1}{2\pi \mathrm {i} }}\int _{\gamma }{\frac {\mathrm {d} \zeta }{\left(\zeta -z\right)^{2}}},}
és mivel az {\displaystyle \zeta \mapsto -{\frac {1}{\zeta -z}}} az integrandus primitív függvénye, {\displaystyle f'\equiv 0.}. Továbbá {\displaystyle \mathbb {E} } összefüggősége miatt {\displaystyle f(z)=\operatorname {ind} _{\gamma }(z)=1} minden {\displaystyle z\in \mathbb {E} } esetén.

## Alkalmazás a komplex analízisben
A körülfordulási számot legtöbbször görbe menti integrálok kiszámítására használják. Legyen
{\displaystyle f\colon \mathbb {C} \setminus \left\{a_{1},\ldots ,a_{n}\right\}\rightarrow \mathbb {C} }
meromorf, és szingularitásait jelölje {\displaystyle a_{1},\ldots ,a_{n},}! Ekkor a reziduumtétel miatt {\displaystyle f} integrálja egy, a szingularitásokat elkerülő {\displaystyle \gamma } görbe menti integrálja
{\displaystyle \int _{\gamma }fdz=2\pi i\sum _{i=1}^{n}\operatorname {ind} _{\gamma }(a_{i})Res_{a_{i}}f}

## Algoritmus
Az algoritmikus geometriában a körülfordulási számot arra használják, hogy eldöntsék, hogy egy pont egy nem egyszerű sokszögön belül van-e. Egyszerű sokszögek esetén az eljárás a páros-páratlan szabályra egyszerűsíthető.
Sokszögekre általános esetben a következő algoritmus alkalmazható:
1. Keresünk egy félegyenest, ami nem megy át a sokszög csúcsain.
2. Legyen {\displaystyle w=0.}
3. A félegyenes és a sokszögvonal összes metszéspontjára:
- Ha az elmetszett él jobbról balra van irányítva, azaz a pont az él bal oldalán van, akkor növeljük {\displaystyle w}-t eggyel.
- Ha az elmetszett él balról jobbra van irányítva, azaz a pont az él jobb oldalán van, akkor csökkentjük {\displaystyle w}-t eggyel.

4. Miután az összes elmetszett élt végignéztük, {\displaystyle w} éppen a körülfordulási szám. Ha ez nulla, akkor a pont a sokszögön kívül van, különben belül.
Hasonlóan lehet nem egyenes szakaszokból álló zárt görbékre elvégezni a vizsgálatot, de ekkor nem adódik olyan triviálisan a metszéspontok vizsgálata.

## Magasabb dimenziós sokaságokon
Magasabb dimenziós sokaságokra Nyikolaj Nyikolajevics Bogoljubov általánosította a körülfordulási számot. A Stokes-tétel alkalmazásával a {\displaystyle z_{0}=0} pontra kapjuk, hogy 
{\displaystyle \mathrm {ind} _{\gamma }(0)={\frac {1}{n\mathrm {Vol(B)} }}\oint _{\gamma }{\frac {{\vec {x}}\cdot \mathrm {d} {\vec {S}}}{\|x\|^{n}}}}
ahol {\displaystyle B} egységgömb {\displaystyle \mathbb {R} ^{n}}-ben, és {\displaystyle \gamma } az {\displaystyle (n-1)} dimenziós sokaság, amin integrálunk.

## Fordítás
Ez a szócikk részben vagy egészben  a   Windungszahl című német Wikipédia-szócikk fordításán alapul.  Az eredeti cikk szerkesztőit annak laptörténete sorolja fel. Ez a jelzés csupán a megfogalmazás eredetét és a szerzői jogokat jelzi, nem szolgál a cikkben szereplő információk forrásmegjelöléseként.